# (10990) Okunev
(10990) Okunev (1973 SF6) – planetoida z pasa głównego asteroid okrążająca Słońce w ciągu 3,3 lat w średniej odległości 2,21 j.a. Odkryta 28 września 1973 roku.